# 이종우 (야구인)
이종우(李宗雨, 1982년 4월 27일 ~ )은 전 KBO 리그 롯데 자이언츠의 투수이다.

## 출신학교
- 2001년 : 경동고등학교 → 청원고등학교 (전학)
- 2005년 : 중앙대학교 (2001학번)